# Surobayan
Surobayan is een bestuurslaag in het regentschap Kebumen van de provincie Midden-Java, Indonesië. Surobayan telt 1721 inwoners (volkstelling 2010).